# 埃尔斯米尔 (特拉华州)
埃尔斯米尔（英語：Elsmere），是美国特拉华州纽卡斯尔县（New Castle）下属的一座城镇，面积为2.56平方公里，均为陆地。2011年的数据显示该地有人口6,172人。论人口在本州排行第9。